# Menus
Menus (auch Mennus) ist als altägyptische Bezeichnung einer ägäischen Region im Verbund mit Keftiu im Neuen Reich während der Regierungszeit von Amenophis II. im Grab des Kenamun (TT93) in Scheich Abd el-Qurna bezeugt. Auf dem dortigen Relief tragen die Gesandten von Keftiu und Menus langes, offenes Haar und ein Stirnband. Peter Haider konnte nachweisen, dass die Bezeichnung Menus erst seit der Eroberung Kretas durch mykenische Griechen nachweisbar ist.
In der Geschichte des Sinuhe ist ein Stammesführer „Menus aus den beiden Ländern der Fenchu“ im Zusammenhang mit den Regionen Qedem und Chenet-Kasch belegt. Sethos I. erwähnte Menus ebenfalls in einer Aufzählung von Ortsnamen als 27. Land; das „obere und untere“ Retjenu als 25. sowie 26. Region und Iqpetiu als 28. Eintrag (Volksbezeichnung). Ramses II. ließ in Karnak am neunten Pylon eine topografische Liste von Fremdländern anbringen, in der erneut Menus und die Iqebtiu auftauchen:

„Alle Flach- und Bergländer, Rebellen, Fenchu, Unwissende, Anführer von den Inseln inmitten des Großen Grünen und alle unzugänglichen Fremdländer, die gekommen sind, um sich der Macht seiner Majestät zu beugen und zu den Füßen des guten Gottes liegen, ewig und immer: Tenep, Qedesch, Pebech, Cheta, Asija, Menus, Iqpet, Bereg.“

Als Ortsname ist Menus in den Linear-B-Texten bislang nicht identifiziert. Dagegen wird „me-nu-a“ und „me-nu-wa“, insbesondere belegt aus Pylos und Knossos, als Titel oder Personenname gedeutet, was einige Forscher dazu veranlasste, die Namen „Meinyas“, „Minyas“ oder „Minos“ anzunehmen. Vermutlich handelte es sich bei Menus um einen Staatenverbund auf oder in der Region von Kreta während des Spätminoikum (SM II und SM III A1). Möglicherweise stellte Knossos einen Residenzsitz dar, dessen machtpolitischer Wirkungskreis den größten Teil Kretas und die ägäischen Inseln umfasste.
Eine Verbindung von Menus mit dem auf Knossos befindlichen mythischen König Minos ist nicht nur aufgrund der lautlichen Ähnlichkeit wahrscheinlich. Ergänzend bestärken die zahlreichen Minoa-Ortsnamen die vermutete Gleichsetzung der mythologischen Wurzeln des Minos mit der geografischen Lage von Menus. Nach der Parischen Chronik herrschte Minos zwischen 1462 und 1423 v. Chr. über Kreta und große Teile der Ägäis, wobei das spätere Datum mit der frühen Regierungszeit Amenophis’ II. korrelieren würde.